# Sparaxis tricolor
Sparaxis tricolor (Schneev.) Ker Gawl. è una pianta bulbosa della famiglia delle Iridacee.

## Galleria d'immagini

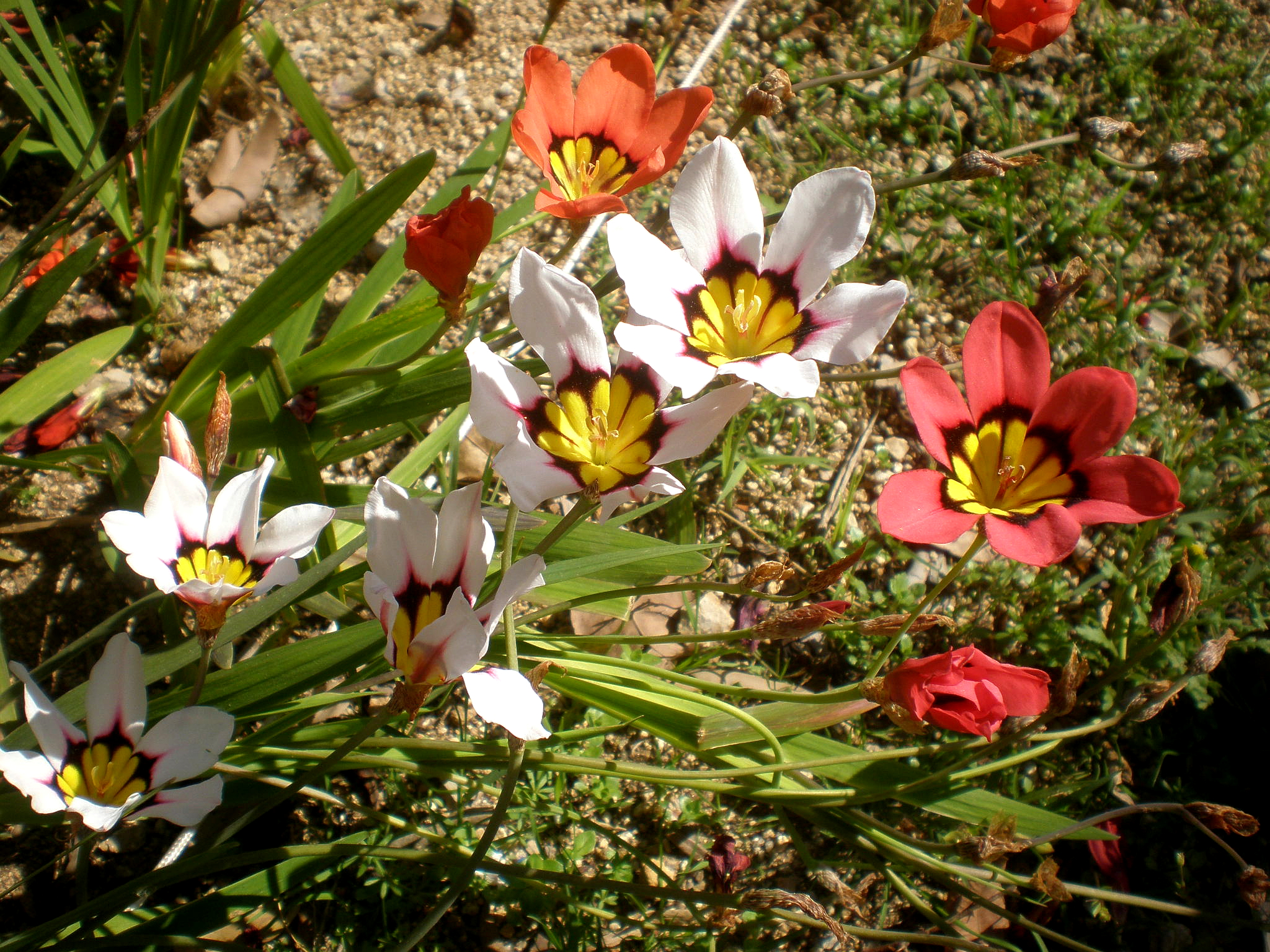
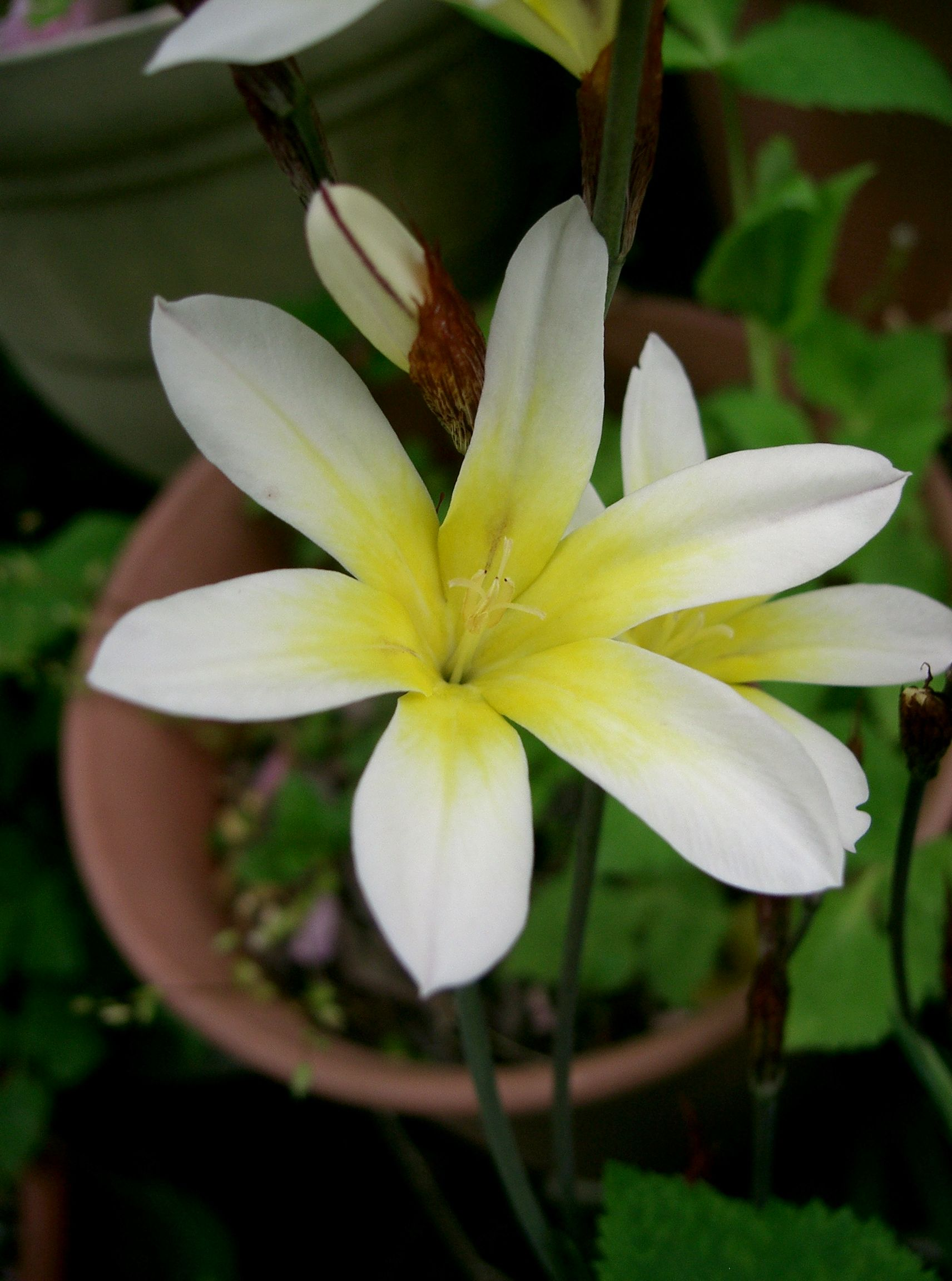
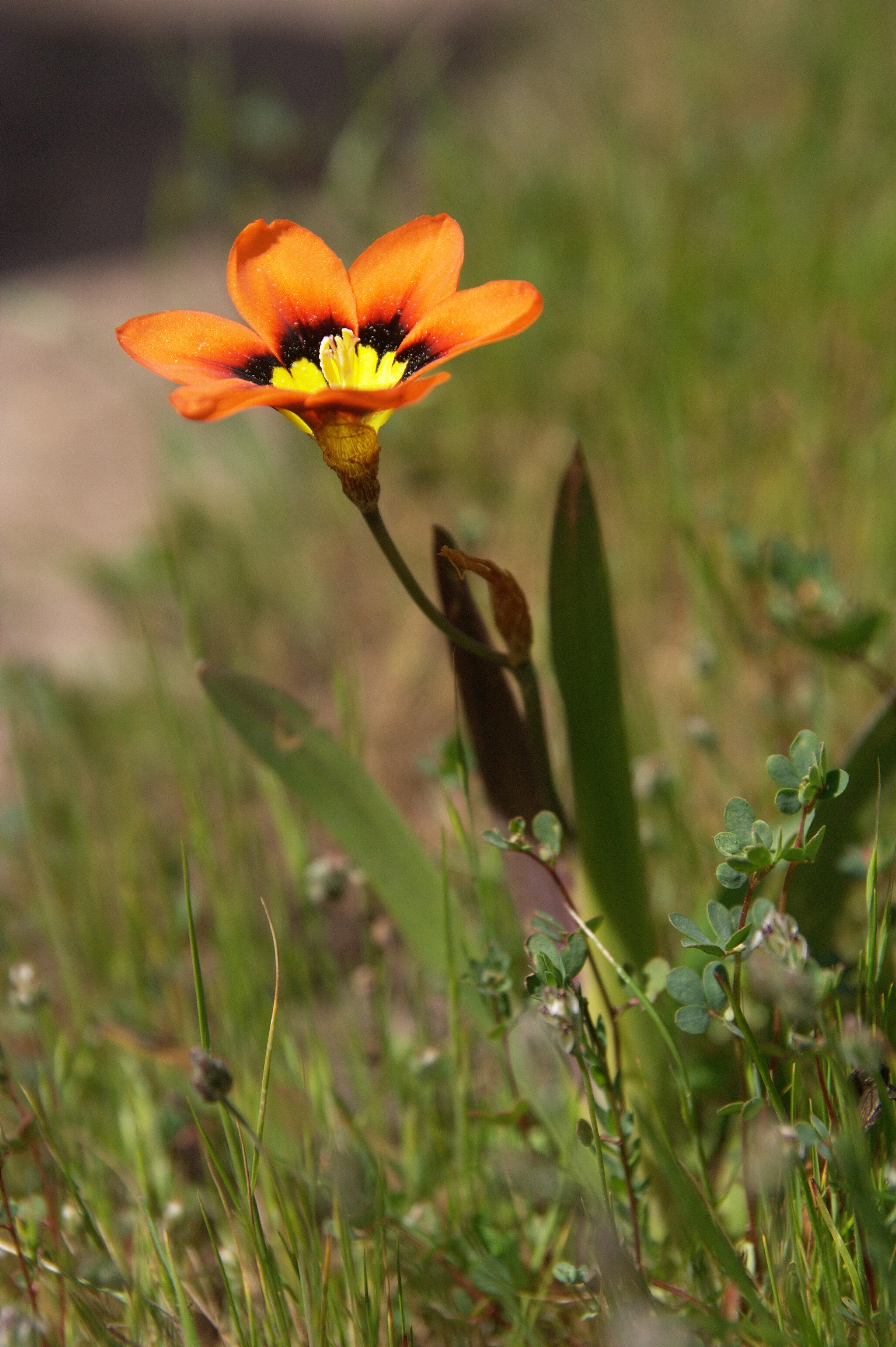